# 小行星9016
小行星9016（英語：9016 Henrymoore）是一颗围绕太阳公转的小行星。1986年1月10日，卡罗琳·舒梅克、尤金·舒梅克在帕洛马山发现了此天体。
这颗小行星的绝对星等为110.23176等。